# 宁波（鄞州）网球中心
宁波（鄞州）网球中心，是浙江省宁波市鄞州区的一处体育场馆，由网球馆及游泳馆（鄞州游泳中心）组成，于2007年11月8日开工，2010年6月5日启用。
网球中心共有23片标准网球场，总用地面积7.3万平方米，中心球场可同时容纳3995人观看，场馆设计能使观众无论坐在哪里都会感觉离球场很近，有利于更好地感受比赛氛围，中心球场系能举办国际高等级网球赛事的标准场地，净高12.5米:1594，室外场地有16片，包括12片硬地场地、2片红土场地及2片草坪场地，其中红土场地采用北美进口红土铺成，室外场地设有照明灯具以便于夜间打球，网球馆内另有乒乓、台球等体育设施，文体用品商店及贵宾接待区域，游泳馆设有室内50米×25米标准游泳池，同时拥有400座观众席，室外50米×25米游泳池及室内25米×10米训练池各一个:1595。